# Participació (imprès)
|  | Per a altres significats, vegeu «Participació (eleccions)». |

Una participació és un imprès que comunica algun fet o esdeveniment. A Catalunya se sol aplicar a les participacions de casament, en les que tradicionalment figuraven els noms del pares dels dos nuvis, que comunicaven l'enllaç dels seus fills a les seves coneixences. No era costum que hi hagués gravats o il·lustracions, si bé de vegades se n'hi inclouen. Al segle xix solien cal·ligrafiar-se en pedra litogràfica, costum que es mantingué excepcionalment al llarg del segle xx, quan s'hi imposà la simple tipografia. Modernament solen ser els mateixos nuvis els que fan la participació.
N'hi ha una col·lecció important a la Biblioteca de Catalunya.